# 가신 (후한)
가신(賈信, ? ~ ?)은 중국 후한말의 무장이다.
조조를 따라 원씨형제와의 싸움에서 참전한 것으로 보이며 조조가 전투에 종료하고 허도로 돌아갈 때 따라서 조조의 명으로 여양에 주둔했다. 마초가 반란을 일으켜 조조가 마초를 토벌하려 했으나 한편 황하에서 반란을 전은, 소백이 일으켜 가신이 이들을 토벌하기 위해 파견을 가 있었다.

## 같이 보기
- 삼국지 인물 목록